# Natalie Clifford Barney

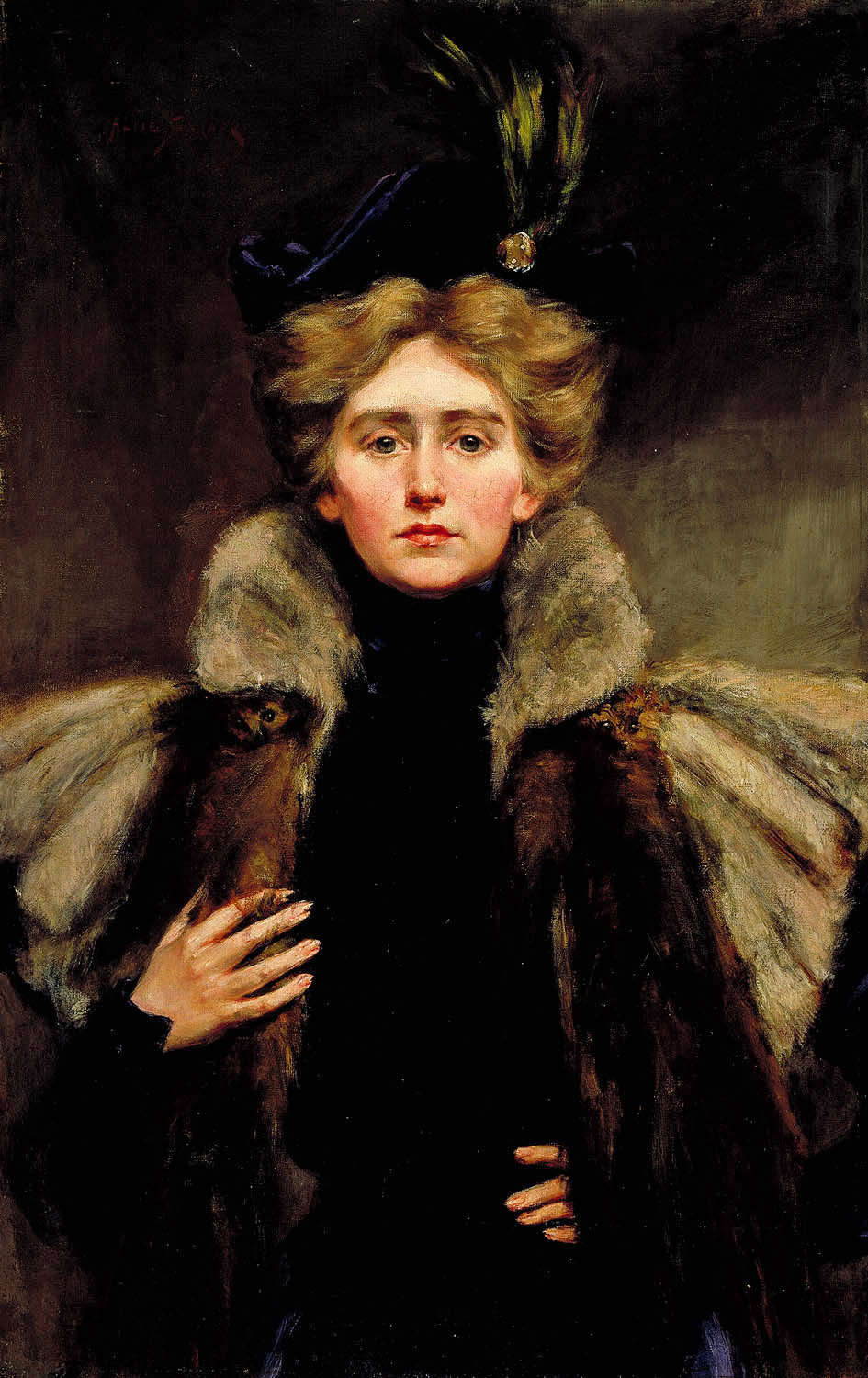
Natalie Clifford Barney, målad 1896 av hennes mor Alice Pike Barney.

Natalie Clifford Barney, född 31 oktober 1876, död 2 februari 1972, var en amerikansk författare och poet.
Hon bodde i Paris där hon kunde var öppet lesbisk och började publicera kärleksdikter till kvinnor under sitt eget namn redan 1900 och betraktade skandalen som "det bästa sättet att bli av med olägenheter" (vilket betyder heterosexuell uppmärksamhet från unga män). Hon skrev på både franska och engelska. I sina skrifter stödde hon feminism och pacifism. Hon motsatte sig monogami och hade många överlappande långa och kortvariga relationer, däribland återkommande romanser med poeten Renée Vivien och dansaren Armen Ohanian och ett 50-årigt förhållande med målaren Romaine Brooks. Hennes liv och kärleksaffärer fungerade som inspiration för många romaner skrivna av andra, allt från den franska oanständiga bästsäljaren Idylle Saphique till Ensamhetens brunn, den mest berömda lesbiska romanen under 1900-talet.
I hennes salonger rörde sig författare som Marcel Proust, André Gide, Lucie Delarue-Mardrus samt och Duchesse de Clermond-Tonnerre och Colette.

## Eftermäle
Nedslagskratern Barney på planeten Merkurius är uppkallad efter henne.

## Verk

### Verk på franska
- Quelques Portraits-Sonnets de Femmes (Paris: Ollendorf, 1900)
- Cinq Petits Dialogues Grecs (Paris: La Plume, 1901; som "Tryphé")
- Actes et entr'actes (Paris: Sansot, 1910)
- Je me souviens (Paris: Sansot, 1910)
- Eparpillements (Paris: Sansot, 1910)
- Pensées d'une Amazone (Paris: Emile Paul, 1920)
- Aventures de l'Esprit (Paris: Emile Paul, 1929)
- Nouvelles Pensées de l'Amazone (Paris: Mercure de France, 1939)
- Souvenirs Indiscrets (Paris: Flammarion, 1960)
- Traits et Portraits (Paris: Mercure de France, 1963)

### Verk på engelska
- Poems & Poèmes: Autres Alliances (Paris: Emile Paul, New York: Doran, 1920) -- tvåspråkig diktsamling
- The One Who Is Legion (London: Eric Partridge, Ltd., 1930; Orono, Maine: National Poetry Foundation, 1987)

### Engelska översättningar
- A Perilous Advantage: The Best of Natalie Clifford Barney (New Victoria Publishers, 1992); redigerad och översatt av Anna Livia
- Adventures of the Mind (New York University Press, 1992); översatt av John Spalding Gatton